# 大阪都心6区
大阪都心6区（おおさかとしんろっく）とは、大阪府大阪市の都心部に位置している、北区・中央区・西区・天王寺区・浪速区・福島区の6区を指す。
単に大阪都心区とも称す。

## 概要
大阪都心6区は、大阪市および大阪都市圏さらには京阪神大都市圏の経済・文化活動の中心で、都市中枢機能を担っている。大阪都心区、大阪中心6区とも称される。
これら6区に、都島区・阿倍野区・淀川区を入れて大阪都心9区と呼ぶ場合や、北区・中央区・西区のみを指して、大阪都心3区と呼ぶ場合もある。特に、近畿地方随一の鉄道ターミナルを抱える梅田や江戸時代からの中心部で大阪市役所のある中之島などを含む北区と、難波・心斎橋などのミナミの繁華街や北浜・本町・大手前などのオフィス街を含む中央区の2区は、大阪の中心業務地区（CBD）として大企業の本社・支社や重要な公的機関が多数集積している。梅田から淀屋橋や心斎橋を経由して難波までを直線的に結ぶ御堂筋とその地下を走る地下鉄御堂筋線は大阪の商業・ビジネスの中心エリアであり、沿道には大阪の都市機能が高度に集積している。
大阪はアジアにおける世界都市として、商業・金融・製造業・科学技術・国際観光・不動産・情報通信・医療バイオ・エンタメなど様々な分野で、特にアジアの他都市との熾烈な都市間競争を展開している。大阪都心区は、そのような大阪の競争力の大きな源泉になっている地域といえる。
大阪都心6区の面積は豊中市や吹田市と同じ程度で、大阪市の約17%、大阪都市圏の約0.9%を占める。人口は大阪市の約22.6%、大阪都市圏の約4.9%を占め、鳥取県や大阪府内第3位の人口を有する東大阪市の人口を上回る。2015年国勢調査より、大阪都心6区の昼間人口はおよそ136万人であり昼夜間人口比率は約200%、人口密度は約35,000人/km2である。近年は都心回帰の影響で昼夜間人口比率は低くなっている。

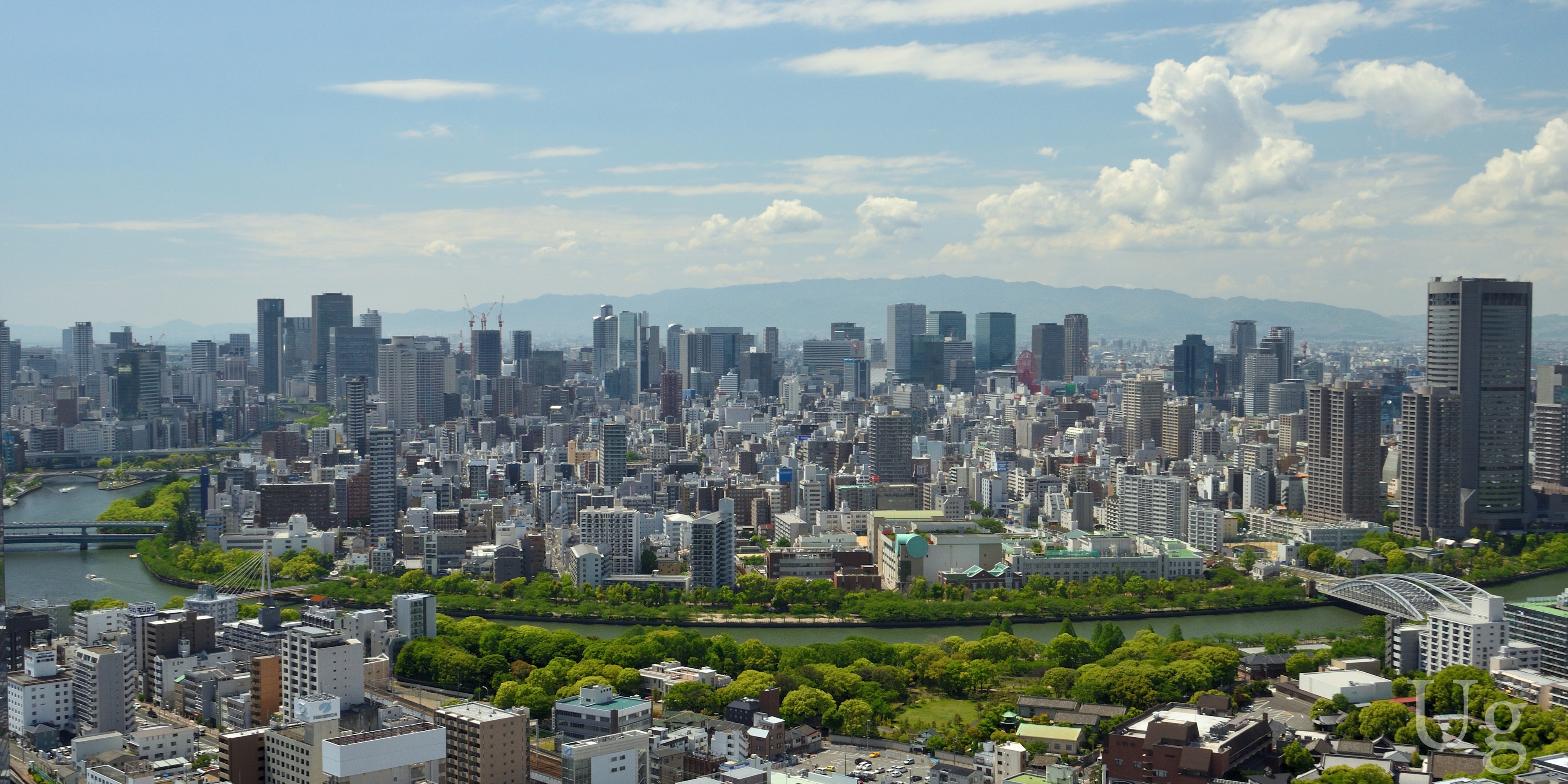
大阪ビジネスパーク（OBO）より北区を望む

## 歴史

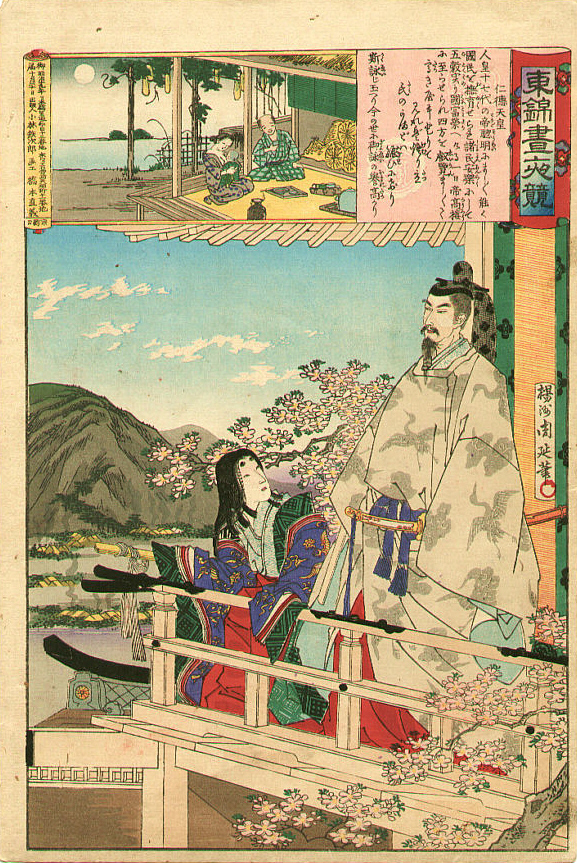
仁徳天皇と難波宮

古代、応神天皇や仁徳天皇が都として難波宮を築いて以降、中世にかけては、大阪の都心は上町地区（現在の大阪城〜四天王寺のエリア）であった。
近世になると、豊臣秀吉の都市計画により、天満本願寺の寺内町として大川を挟んで大坂城の北側に天満、大坂城三の丸造成による町人の移転先として東横堀川を挟んで大坂城の西側に碁盤の目状の新しい市街地の船場が形成された。江戸時代には民間主導によって、島之内・堀江・下船場・中之島・堂島といった市街地が形成され、天満も大坂へ取り込んで大坂三郷（北組・南組・天満組）が成立。一方、上町の南部は年貢地や寺町となり、大坂市街は船場を中心とするようになった。

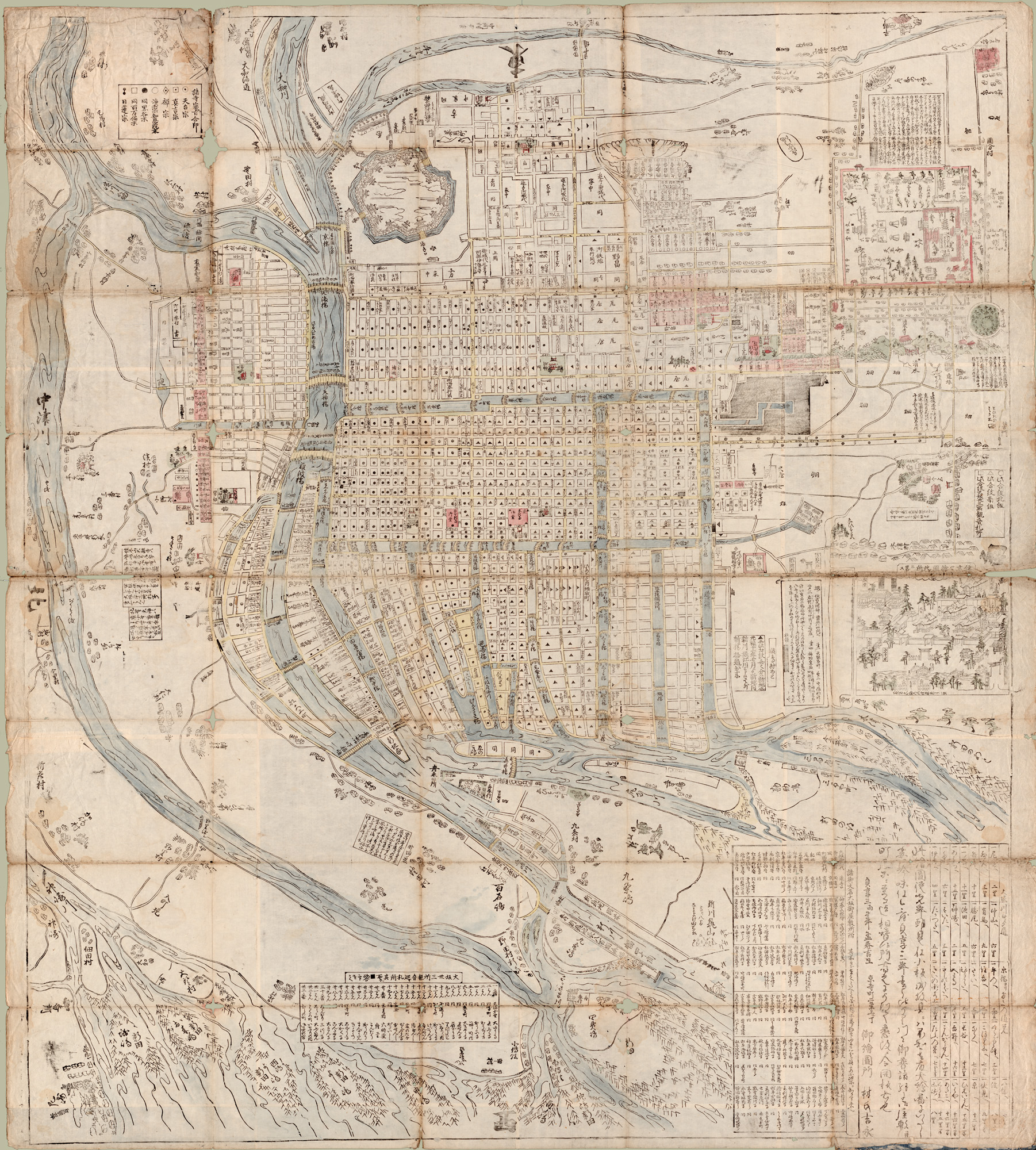
江戸時代の大坂

明治初頭に、大坂三郷の3区分だった大坂市街は東大組・南大組・西大組・北大組の4区分へと改編された。この四大組を素に郡区町村編制法における東区・南区・西区・北区の4区が発足し、市制施行ではこの4区を行政区として大阪市が発足した。第一次市域拡張（1897年）前後には私鉄各社により、梅田・難波・天王寺・天満橋・上本町などにターミナル駅が作られ、これらは大阪の副都心として機能し始めた。第二次市域拡張（1925年）以降の急速な市街化によって、これら副都心も膨張したことで、伝統的な大阪の都心との明確な境界が無くなり、現在では、あたかも一つの巨大な都心として機能している。これらのエリアを包括する区域として、大阪都心6区がある。
なお、主要なターミナル駅として、天王寺駅・大阪阿部野橋駅・京橋駅があり、これらはそれぞれ阿倍野区・都島区に跨っている。さらに、大阪の国内の玄関口として新大阪駅地区があり、これは淀川区に属する。これら3区を含めたのが大阪都心9区がある。

## 行政

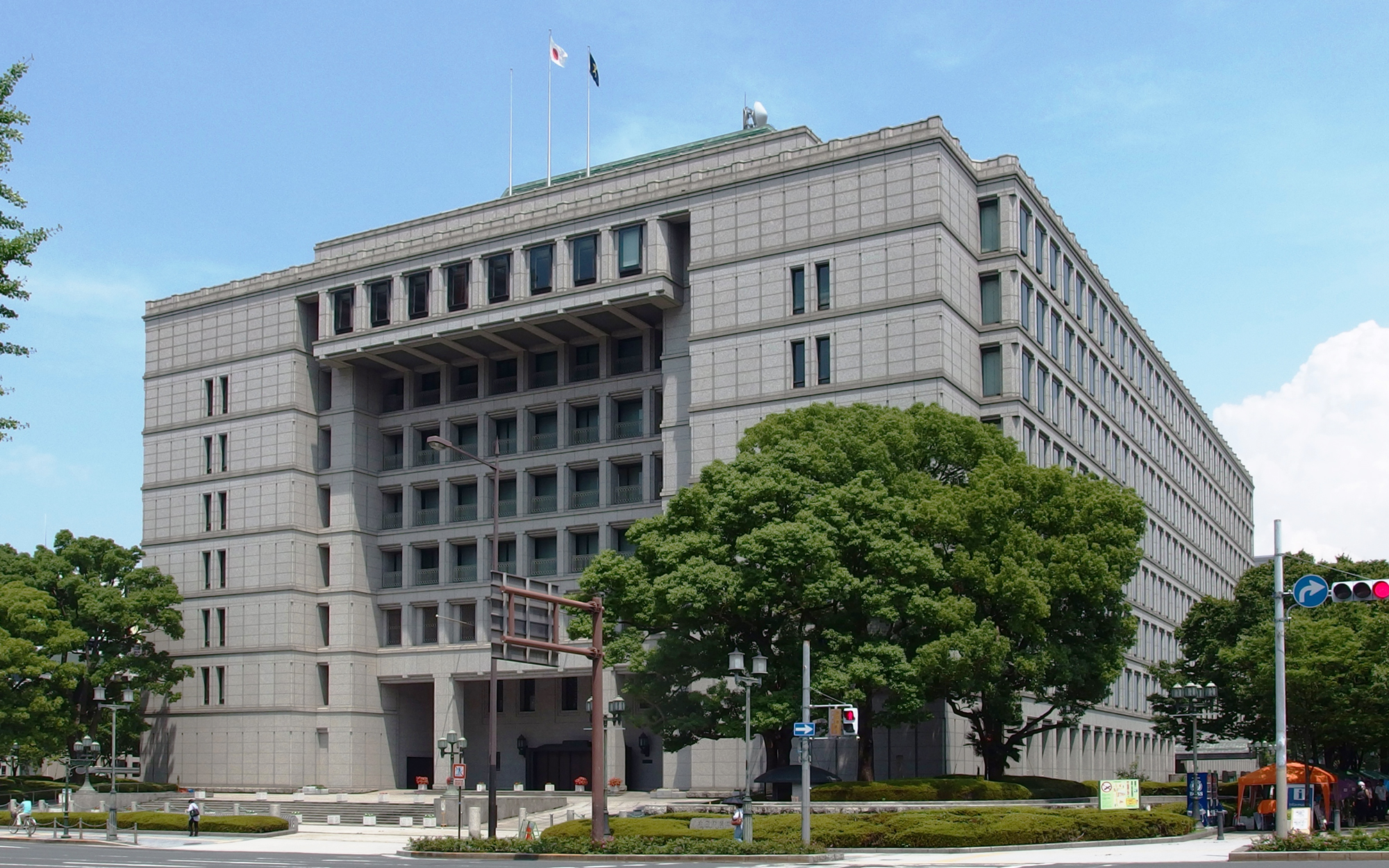
大阪市役所淀屋橋本庁舎

大阪市役所淀屋橋本庁舎が北区中之島に、大阪府庁大手前本庁舎が中央区大手前に立地し、大阪における大都市政治を担っている。これら施設には議会も併設されている。
国家機関の西日本・近畿管轄局や大阪事務局などの多くも、中央区大手前などに立地している。また海外との交流・情報窓口である総領事館も、中央区や北区といった都心区に設置している国が多い。

## 経済

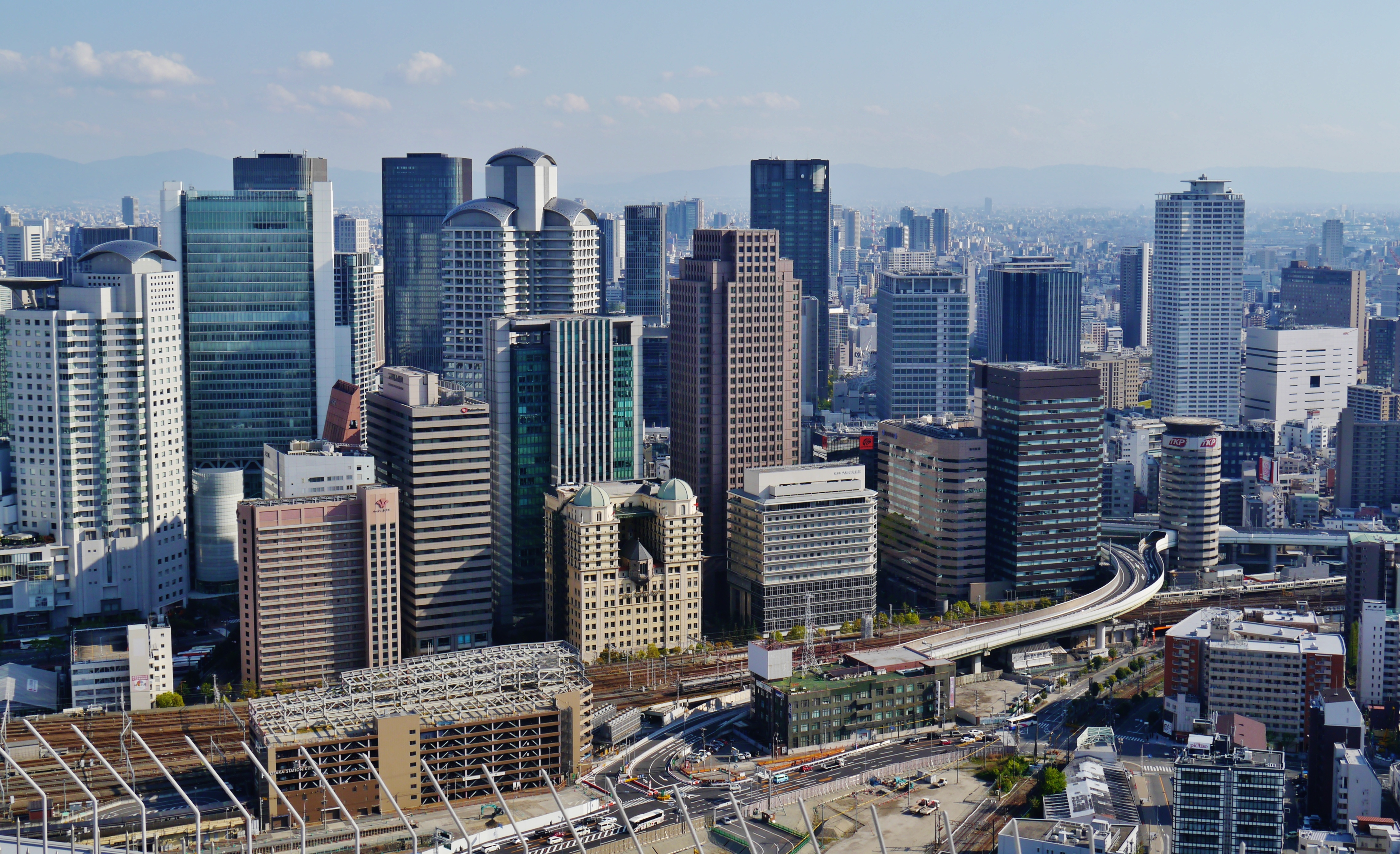
西梅田地区（大阪のCBDの一つ）

大阪都心区は、大阪市・大阪都市圏・京阪神大都市圏ひいては西日本における経済活動の中心であり、またアジアを中心に世界から多くの訪問者が訪れる国際集客地区でもある。このことから大阪都心区は、広域より人・モノ・金が集まる地域といえる。
多くの企業が本社、支社、拠点を設けており、産業活動の中心となっている。また地元資本の個人経営などによる商いも盛んで、市民間においても活発な経済活動が行われている地域である。
そもそも、大阪都心6区という言葉が民間で多用され始めたのは不動産業界からである。購入における立地の良さや投資価値の高さを宣伝するため、また単に大阪都心物件の利便性などを明確化するために用いられ始めた。
不動産業において大阪は、商業用不動産投資額で世界31位の規模を有しており（2020年/米JLL社調査）、特にサブインデックスである不動産モメンタム部門（不動産市場の成長）において世界1位の都市と算出された。これらの評価が示すように、大阪は世界とりわけアジアからの投資資金が流入し始めているが、これらを強く牽引しているのが大阪都心区である。
地価においては、大阪のみならず西日本全体でみても、商業地価格上位地点は北区や中央区などが、住宅地価格上位地点は天王寺区などが独占しており、大阪都心への不動産価値における信頼の高さが窺える。近年、大阪都心区には数多くの超高層マンションが建設されているが、これらは地元大阪市民の居住用としてのみならず、国内富裕層の資産兼別荘、海外投資家の投資対象としての側面を併せ持っている場合も多い。

## 文化

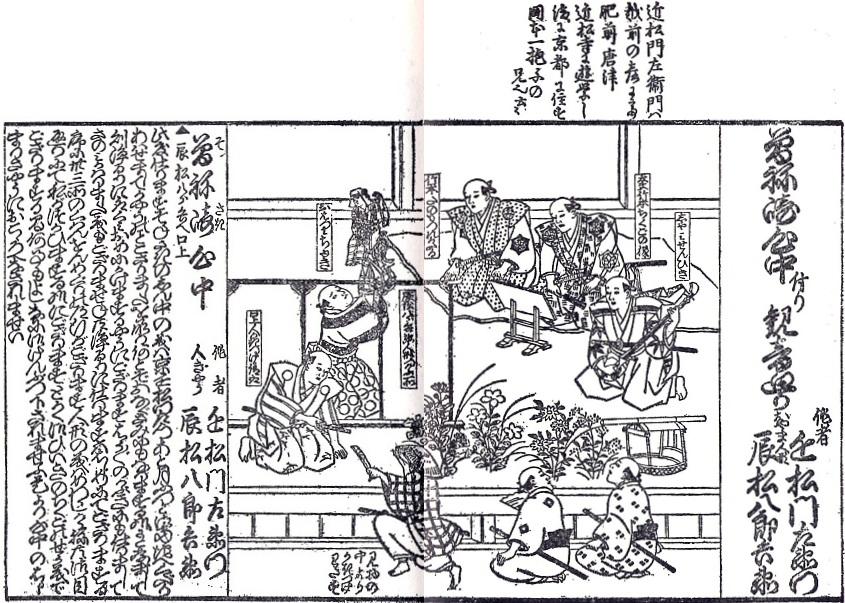
文楽「曽根崎心中」上演の様子

大阪都心は、古代より交通の要衝として、また都市として多くの人々が行き交い、住まう地域であった。これにより、大阪都心部では豊かな都市文化が花開くことになった。中世からの上方文化に加え、江戸時代の元禄文化は主に大阪の地で育まれた。代表的なものに文楽（人形浄瑠璃）や歌舞伎、能楽、上方落語などがある。
現代においても、大阪都心は主に近畿地方における都市文化・流行の発信地となっている。また大阪市立美術館や国立国際美術館、東洋陶磁美術館、大阪中之島美術館などの美術館をはじめ、芸術劇場や音楽ホールなど様々な文化的施設が立地している。